# Твари (село)
Твари (укр. Тварі) — село в Старосамборской городской общине Самборского района Львовской области Украины.
Население по переписи 2001 года составляло 41 человек. Занимает площадь 0,326 км². Почтовый индекс — 82066. Телефонный код — 3238.